# Sectorul Neukölln
Sectorul Neukölln (în traducere: Köllnul Nou) este sectorul 8 al orașului Berlin, sector care are aproape 300 000 de locuitori.

## Cartiere
- 08 Sector Neukölln
  - 0801 Neukölln
  - 0802 Britz
  - 0803 Buckow
  - 0804 Rudow
  - 0805 Gropiusstadt

## Personalități marcante
- Gesine Cukrowski